# مراغ (تشارك)
مراغ (بالفارسية: مراغ) هي قرية تقع في إيران في بلدة شيبكوه. يقدر عدد سكانها بـ 649 نسمة .